# Driss Ksikes
Driss Ksikes (àrab: إدريس كسيكس, Idrīs Ksīkas) (Casablanca, Marroc, 1968) és un periodista i escriptor marroquí.

## Biografia
Driss Ksikes ha estat redactor en cap de TelQuel, després director de la publicació Nichane, dos hebdomadaris del mateix grup. En 2006 fou retirat del seu càrrec com a director de Nichane després de la seva condemna juntament amb Sanaa al-Aji, per publicar acudits considerats ofensius a la monarquia i a l'islam, a tres anys de suspensió, a dos mesos sense poder publicar i a una multa de 8.000 dòlars.
En l'actualitat és director de CESEM, el centre d'investigació de la HEM Business School de Rabat, la seva revista Economia, i professor de mitjans de comunicació i cultura. També dirigeix tallers d'escriptura i col·labora amb diverses revistes i publicacions culturals internacionals. D'altra banda, és dramaturg i autor de diversos contes i assajos.

## Obres
Poemes
- Ma boîte noire (Ed. Tarik & Le Grand souffle, Paris, 2006)
- L'Homme descendu du silence (Ed. Al Manar, Paris, 2014)

Assaigs
- Errances critiques (Coll. Le Royaume des idées, Ed. La croisée des chemins, 2013)
- Métier d'intellectuel : Dialogue avec quinze penseurs du Maroc (co-écrit avec Fadma Aït Mous, Coll. Les Presses de l'université citoyenne, Ed. En toutes lettres, 2014)
- Au détroit d'Averroès (Fennec, 2017).

Teatre
- Pas de mémoire, mémoire de pas (Ed. Eddif, Casablanca ; 1998)
- Le Saint des incertains (Ed. Marsam, Rabat ; 2001)
- IL (Marsam, Rabat ; 2011)
- N'enterrez pas trop vite Big Brother (Ed. Riveneuve, Paris, 2013)
- 180 degrés (Ed. Les Presses universitaires de Bordeaux, 2014)

## Premis
- 2000: Premi Estímul per al seu primer text, Pas de mémoire, mémoire de pas, Festival Internacional de Teatre de Sibiu
- 2009: premi al millor text per "IL" al Festival de Teatre de Constantina
- 2011: Un dels sis guanyadors del concurs dels millors dramaturgs africans per la seva obra de teatre Le Match per Arterial Network & National Studio Theatre de Londres
- 2012: Seleccionat com a dramaturg àrab per Marsella Provença 2013, per escriure la seva obra N'enterrez pas trop vite Big Brother
- 2013: Nominat al millor dramaturg francès (Maison des auteurs SACD)